# Molophilus furvus
Molophilus furvus är en tvåvingeart som beskrevs av Alexander 1927. Molophilus furvus ingår i släktet Molophilus och familjen småharkrankar. Inga underarter finns listade i Catalogue of Life.